# Mimotettix
Mimotettix — род цикадок подсемейства Deltocephalinae из отряда Полужесткокрылых насекомых.

## Описание
Цикадки размером 5—6 мм. Стройные, веретеновидные, с широкой тупоугольно выступающей головой, переход лица в темя сглаженный. Чаще тёмно-бурого цвета. На территории бывшего СССР отмечался один вид. 
- Mimotettix kawamurae Mats.